# Sankt Petersburgs tunnelbana
Sankt Petersburgs tunnelbana (ryska: Санкт-Петербургский метрополитен, Sankt-Peterburgskij metropoliten) är ett tunnelbanesystem i Sankt Petersburg i Ryssland. Det har typiska sovjetiska designegenskaper såsom dekorationer och konst. På grund av stadens geologiska egenskaper är det ett av de djupaste tunnelbanesystemen i världen. Varje natt stängs tunnelbanan för mindre reparationer.

## Linjer och stationer
| Linje  | Sträcka                  | Öppnad | Längd   | Stationer |
| ------ | ------------------------ | ------ | ------- | --------- |
| Line 1 | Kirovsko-Vyborgskaja     | 1955   | 29,7 km | 19        |
| Line 2 | Moskovsko-Petrogradskaja | 1961   | 30,1 km | 18        |
| Line 3 | Nevsko-Vasileostrovskaja | 1967   | 27,6 km | 12        |
| Line 4 | Pravoberezjnaja          | 1985   | 11,2 km | 8         |
| Line 5 | Frunzensko-Primorskaja   | 2008   | 26,2 km | 15        |
|        | Total:                   |        | 124,8   | 72        |

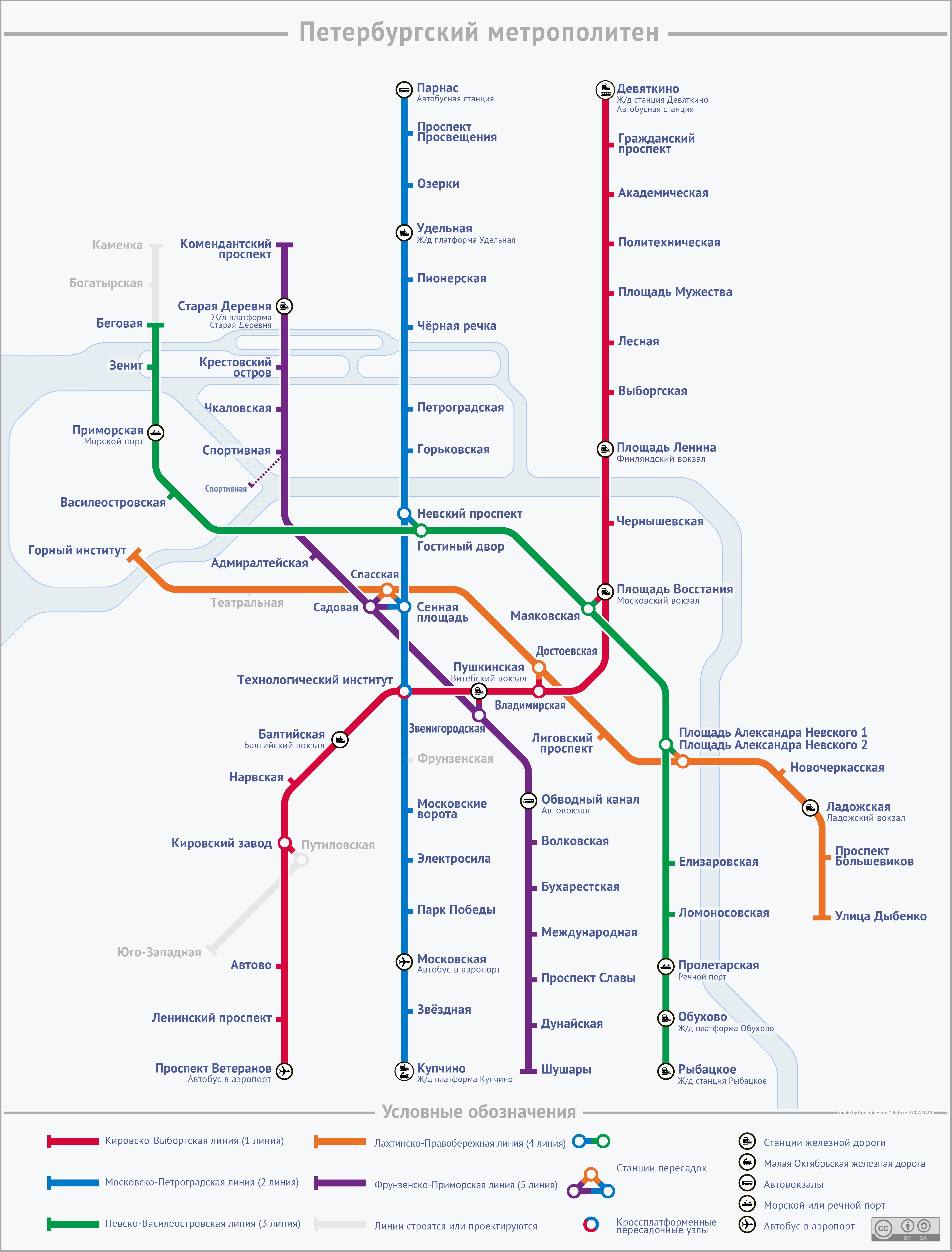
Linjekarta

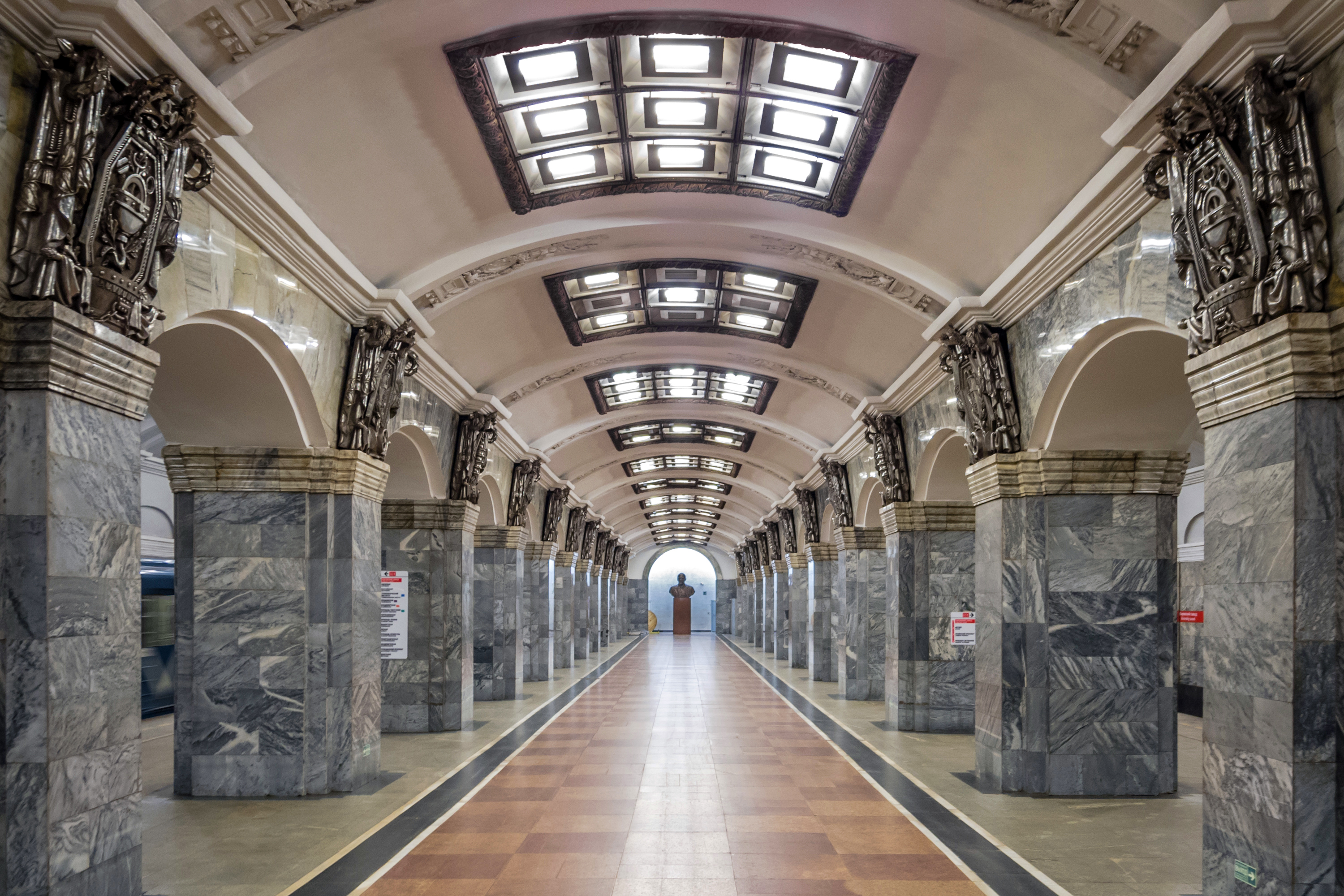
Stationsdekorationer

Systemet har fem linjer med 72 stationer och 124,8 km bana. 62 av stationerna ligger djupt. Tre stationer ligger nära marken och fem på marken. Dagligen färdas 2,3 miljoner passagerare.

## Historik
Planer för en tunnelbana fanns redan 1899, men markförhållandena visade sig vara svåra. Krig och revolution fördröjde sedan planerna ytterligare. En linje för att förbinda järnvägsstationerna började byggas 1940 och invigdes 1955 (idag linje 1). Dessa stationer är de praktfullaste. Systemet byggdes ut senare efter hand.

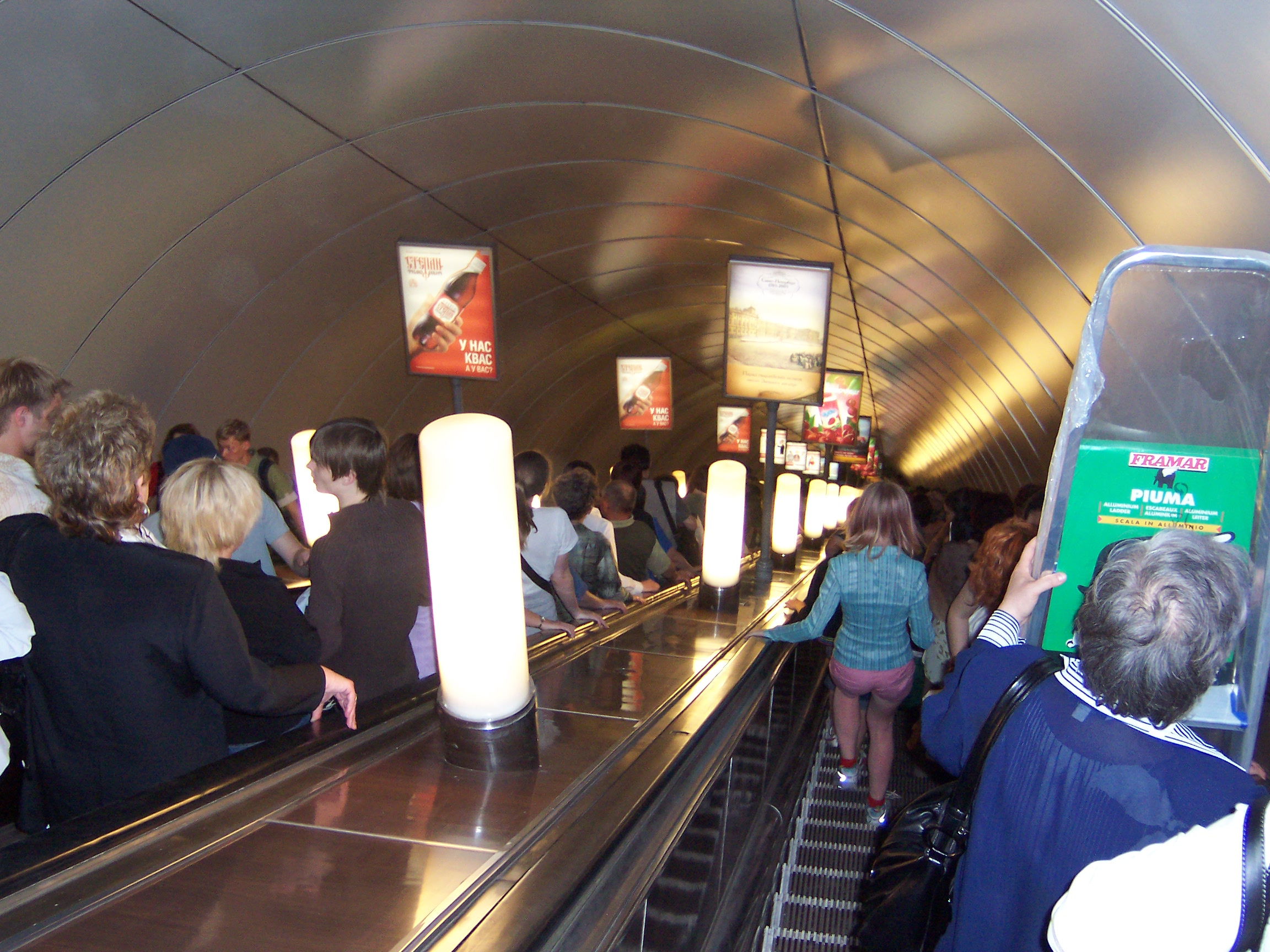
Den långa rulltrappan till Moskovskaja station

## Planer
Linje 4 ska förlängas västerut och upp mot Lachta. En ny linje, Linje 6, från stadens sydvästra delar genom centrum och till nordöstra delen av staden håller på att byggas och ska enligt planerna öppnas senast 2020 med sex stationer i en första etapp. Ytterligare två nya linjer planeras runt år 2025, varav den ena blir en ringlinje.